# 록맨 (비디오 게임)
《록맨》(ロックマン)은 캡콤이 1987년 패밀리 컴퓨터로 발매한 액션 플랫폼 게임이다. 록맨은 아케이드 게임 위주로 개발했던 캡콤이 가정용 콘솔을 공략하기 위해 소규모의 개발자단이 모여 기획해 탄생한 작품으로, 프랜차이즈 록맨과 록맨 오리지널 시리즈의 첫작이다. 키타무라 아키라가 개발 총책임과 캐릭터 디자인을 맡았으며, 마츠시마 노부유키가 프로그래머로서 참가했다. 1987년 12월 17일 일본에서 처음 출시됐고, 북미 및 유럽 지역에선 《메가맨》(Mega Man)이란 제목으로 발매됐다.
이야기는 플레이어 캐릭터인 휴머노이드 록맨이 세계정복을 꿈꾸는 매드 사이언티스트 닥터 와일리를 저지해기 위해 전투용 로봇으로 다시 태어나는 것으로 시작하며, 플레이어는 박사가 부리는 6명의 로봇을 원하는 순서대로 한 스테이지씩 방문해 쓰러뜨려야 한다. 각 보스를 이길 때마다 그 보스가 가진 고유의 무기를 습득해 사용할 수 있다.
록맨은 처음 발매된 이후 많은 합본에 포함되고 에뮬레이션을 이용한 재발매가 이뤄졌다. 2006년에는 록맨 록맨이란 제목의 3D 리메이크가 발매됐다.

## 줄거리
서기 200X년, 로봇 전문가 닥터 라이트가 이룬 성과로 인류는 로봇과의 동반이 일상이 된 새로운 시대를 맞이했다. 그러나 어느 날 닥터 라이트가 개발했던 산업용 로봇들을 중심으로 반란이 일어나, 기계가 인간의 명령을 거부하고 시민들을 공격하는 초유의 사태가 일어났다. 라이트 박사는 그의 예전 경쟁자였던 닥터 와일리가 세계정복을 위해 벌잇 짓임을 알아냈지만, 마땅한 대책을 떠올리지 못하고 고민하고 있었다. 그러자 박사의 도우미 로봇이었던 록이 솟아오르는 정의감에 자청해 전투로봇 록맨이 되어 와일리를 저지하기 위해 출격했다. 와일리가 내세운 여섯 로봇들(컷맨, 거츠맨, 아이스맨, 봄맨, 파이어맨, 일렉맨)을 차례대로 물리치고 코어를 흡수한 록맨은 와일리의 요새에 쳐들어가 최종결전을 벌인 끝에 승리한다. 와일리 박사는 패퇴해 물러나고, 록맨은 다시 집에서 기다리는 가족의 품으로 돌아간다.

## 게임플레이
록맨은 처음에 자유대로 선택할 수 있는 여섯 개의 플랫폼 스테이지에서부터 시작한다. 각각의 스테이지에서 록맨은 적과 장애물로 가득찬 공간을 뚫고 레벨 끝에서 기다리는 보스 로봇을 쓰러뜨려야한다. 보스와의 전투에서 이기면 상대했던 로봇의 공격을 발휘할 수 있는 '특수무기'를 얻어 다음부터 사용할 수 있게된다.

## 등장 6보스
- 봄버맨 / 록 버스터 (보스 재생실의 파이어 스톰)
- 거츠맨/ 하이퍼 봄
- 컷맨 / 슈퍼 암
- 일렉맨 / 롤링 커터
- 아이스맨 / 썬더 빔
- 파이어맨 / 아이스 슬래셔

## 평가
| 평가 |        |
| --- | ------ |
| 평론 점수 평론사 점수 올게임 [ 11 ] 패미츠 24/40 [ 12 ] IGN 8/10 [ 13 ] 닌텐도 파워 4.1/5 [ 14 ] The Games Machine 83% [ 3 ] |        |
| 평론 점수 |        |
| 평론사 | 점수   |
| 올게임 | [ 11 ] |
| 패미츠 | 24/40  |
| IGN | 8/10   |
| 닌텐도 파워 | 4.1/5  |
| The Games Machine | 83%    |